# Kernwaffentest in Nordkorea am 9. September 2016

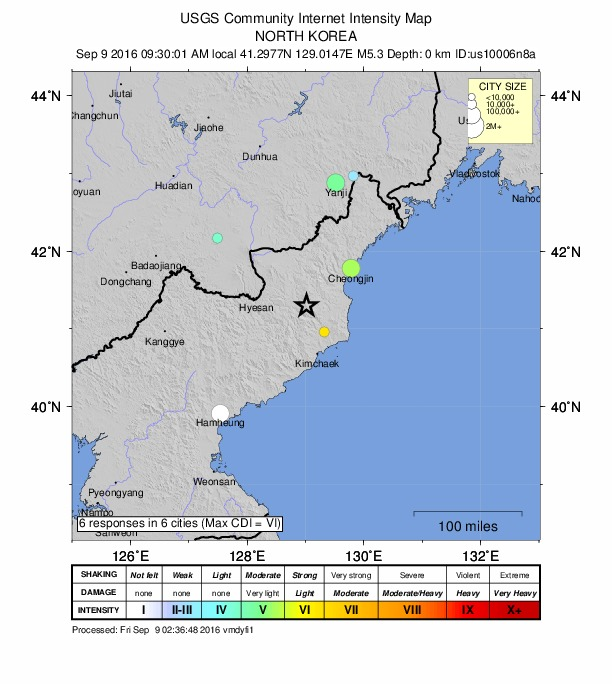
Zeugenmeldungen über die Spürbarkeit des Erdbebens

Am 9. September 2016 um 00:30:01 UTC wurde ein Kernwaffentest in Nordkorea beobachtet. Es war der zweite Test seiner Art im Jahr 2016, der erste war am 6. Januar durchgeführt worden.

## Ablauf
Eine von der USGS-Erdbebenwarte registrierte Explosion wurde nach Berichten der südkoreanischen Nachrichtenagentur Yonhap als Kernwaffentest mit einer Sprengkraft von etwa 10 kt TNT-Äquivalent eingestuft. Später erfolgten genauere Auswertungen, bei denen auch die seismologischen Daten der deutschen IMS-Messstation GERES und des Gräfenberg Arrays herangezogen wurden, welche die Erschütterung in 8200 km Entfernung mit knapp 12 Minuten Verzögerung ebenfalls registriert hatten. Diese taxierten die tatsächliche Ladungsstärke auf 25 kt (± 7,5).
Die Erschütterung erreichte die Magnitude 5,3 auf der Raumwellen-Magnituden-Skala in einer Höhe von 0 m (unterirdisch), etwa 19 km nordöstlich von Sungjibaegam. Dort wurden bereits 2006, 2009, im Februar 2013 sowie im Januar 2016 Nukleartests durchgeführt.
Die Regierung Nordkoreas bestätigte einige Stunden später die erfolgreiche Durchführung ihres bislang stärksten Atomwaffentests im Staatsfernsehen KCNA und erklärte, „nunmehr in der Lage zu sein, Atomsprengköpfe auf Trägerraketen zu montieren“. Weiterhin ließ diese verlautbaren, dass bei dem Test keinerlei Radioaktivität in der Erdatmosphäre freigesetzt worden sein soll.

## Vorbereitungen und Vorgeschichte
Die Zündung erfolgte ebenso wie bei den vorausgegangenen Ereignissen des nordkoreanisches Kernwaffenprogrammes in einem tief in den anstehenden Fels des Gebirgszuges abgeteuften Schacht.⊙ Internationale Beobachter hatten die Vorbereitungen anhand der Auswertung von Satellitenbildern bereits beobachtet und vermutet. Die seismologischen Auswertungen verschiedener Erdbebenwarten verorten den Sprengort in etwa auf der Höhe des Meeresspiegels, womit der Schacht etwa 1300 m tief niedergebracht worden sein muss, also noch wesentlich tiefer, als dies bei den vorhergegangenen Versuchen mit 310, 490 und 1000 m unter der Erdoberfläche geschah.
Für den Bau dieser Versuchsanlagen herangezogen wurden regelmäßig politische Gefangene aus zurückliegenden politischen Säuberungen Nordkoreas, die in dem nur etwa 30 km östlich gelegenen Internierungslager Hwasŏng ⊙ untergebracht waren. 
Den „lebenslänglich“ inhaftierten Gefangenen wurde hierbei stets vorgegaukelt, sie würden im Bergbau oder an einer „U-Bahn-Baustelle“ arbeiten. Ein geflohener ehemaliger Aufseher berichtet, dass niemals einer der dort eingesetzten Arbeiter wieder in das Lager zurückkehrte, Augenzeugenberichte gebe es daher keine.

## Reaktionen
Der Sprecher des US-amerikanischen National Security Councils bewertete den Vorgang als bedenklich und den bislang fünften von Nordkorea durchgeführten Nukleartest. Auch Russland und China verurteilten bzw. kritisierten den Atomtest. 
Japan erwog die Anrufung des UNO-Sicherheitsrates und stellte zwei Kawasaki-T-4-Schulungsflugzeuge zur Verfügung, die speziell umgebaut sind, um Luftproben entnehmen zu können.
NATO-Generalsekretär Jens Stoltenberg forderte Nordkorea auf, alle nuklearen Aktivitäten und auch Tests mit ballistischen Raketen umgehend einzustellen. In Südkorea wurde der Nationale Sicherheitsrat zu einer Dringlichkeitssitzung einberufen. Das staatliche Umweltschutzamt in China wies die drei grenznahen Messstationen an, möglicherweise emittierte ionisierende Strahlung zu beobachten. Das CTBTO kündigte die Aktivierung von insgesamt 25 Messstationen an, um die Auswirkungen zu beurteilen.
Deutschland, das als eines der wenigen westlichen Länder überhaupt diplomatische Beziehungen zu Nordkorea unterhält, bestellte unverzüglich den Botschafter ein und verurteilte die Provokation mit aller Entschiedenheit.
UN-Generalsekretär Ban Ki-moon verurteilte den Test als „dreisten Bruch von UN-Resolutionen“ und berief im Laufe des Tages den Sicherheitsrat der Vereinten Nationen unter dem Vorsitz von Neuseelands ein. Die 15 Mitgliedsstaaten beschlossen einstimmig die Verhängung zusätzlicher Wirtschafts- und Handelssanktionen gegen Nordkorea.
Der nordkoreanische Diktator Kim Jong-un ließ daraufhin über einen Sprecher des Außenministeriums verkünden, die angekündigten Sanktionen seien lächerlich („laughable“). Nordkorea werde an seinem Atomwaffenprogramm weiterarbeiten und kündigte an, in Kürze einen weiteren Test durchzuführen. Weiterhin verlange er jetzt die Anerkennung als Atomwaffenstaat.

## Expertenberichte
Ein Sprecher des südkoreanischen Verteidigungsministeriums teilte mit, man gehe von einem weiteren in Kürze geplanten Nukleartest Nordkoreas aus. Südkoreanische und internationale Beobachter hielten einen dritten Stollen für bereits fertiggestellt. Dessen Zündung erfolgte auf Befehl des Machthabers Kim Jong-un hin etwa ein Jahr später bei dem Kernwaffentest in Nordkorea am 3. September 2017.
Der US-Atomwaffenspezialist Siegfried Hecker schätzte, dass Nordkorea im November 2016 über genügend Plutonium verfügte, um damit etwa 20 Gefechtsköpfe zu bauen und diese Kapazität jährlich um 7 weitere vergrößern kann. Die Trägerraketen Nordkoreas könnten voraussichtlich in fünf bis zehn Jahren leistungsfähig genug sein, um auch das amerikanische Festland zu erreichen.